# Cadet Rousselle (film, 1954)
Pour les articles homonymes, voir Cadet Rousselle (homonymie).
Pour plus de détails, voir Fiche technique et Distribution.
Cadet Rousselle est un film français réalisé par André Hunebelle, sorti en 1954. Le début et la fin ce film, ont été tournés à Egreville 77 (Seine et Marne).

## Synopsis
Pendant la Révolution, le sympathique Cadet Rousselle (François Périer), sans fortune mais riche de malice, est prié de quitter sa petite ville natale, à la suite d'une bagarre. Il décide de partir pour Paris, d'y faire fortune et de revenir épouser Isabelle, à qui il promet un amour éternel.
En chemin, il est attaqué par des bandits de grands chemins, qui le laissent pour mort. Il est alors recueilli par une troupe de comédiens ambulants. Il tombe amoureux de Violetta (Dany Robin), la danseuse gitane de la troupe. Il ignore que ses nouveaux amis font partie d'un réseau royaliste. Il ne se doute donc de rien quand ils l'envoient à Paris porter une lettre, accompagné de Jérôme (Bourvil), qui va devenir le complice de ses aventures.
Cadet Rousselle, qui ne rêve que de paix et d'amour, se retrouve mêlé aux événements politiques et militaires contre son gré, mais il réussit toujours à se sortir des désagréments. Il finit par devenir général d'Empire. Il épouse alors Violetta.

## Fiche technique
- Titre original : Cadet Rousselle
- Réalisation : André Hunebelle
- Assistant réalisateur : Jacques Garcia
- Scénario : Jean Halain, Jean-Paul Lacroix
- Adaptation, dialogue : Jean Halain
- Décors : Lucien Carré, assisté de Olivier Girard
- Costumes : Mireille Leydet
- Photographie : Marcel Grignon
- Cadreurs : Guy Suzuki, Billy Villerbue
- Son : René-Christian Forget
- Musique : Jean Marion
- Chorégraphies : Igor Gsouky
- Montage : Jean Feyte
- Maquillage : Marcel Bordenave
- Coiffures : Odette Rey
- Photographe de plateau : Henri Thibault
- Script-girl : Madeleine Lefèvre
- Régisseur : Roger Boulais
- Coordinateur des combats et des cascades : Claude Carliez et son équipe
- Production : André Hunebelle
- Production déléguée : René Bézard, Pierre Cabaud, Paul Cadéac
- Directeur de production : René Thévenet
- Sociétés de production : Production Artistique et Cinématographique, Pathé Films
- Société de distribution : Pathé Consortium Cinéma
- Pays d'origine :  France
- Langue originale : français
- Date de tournage : Du 26 avril au 11 juillet 1954
- Studio : Francœur
- Tournage extérieur : Environs de Nemours (Seine-et-Marne)
- Format : couleur (Eastmancolor) — 35 mm — 1,37:1 - son Son monophonique
- Genre : Comédie d'aventure, film de cape et d'épée
- Durée : 105 minutes
- Date de sortie :
  - France : 20 octobre 1954
- Affiche : Jean Mascii (France)

## Distribution
- François Périer : Cadet Rousselle
- Dany Robin : Violetta Carlino, la gitane
- Bourvil : Jérôme Badinguet
- Christine Carère : Isabelle, la fille du maire
- Alfred Adam : Ravignol, le bandit
- Louis Arbessier : le tribun
- Pierre Destailles : Rouget de Lisle
- Jacques Dufilho : Carlos, le gitan
- Jacques Dynam : l'aubergiste des « Trois Grâces »
- Jacques Fabbri : un colonel
- René Génin : le curé
- Jean-Louis Jemma : Bonaparte
- Marcel Perès : Martin
- Henri Crémieux : le maire
- Jean Paredès : le général
- Noël Roquevert : Berton, le chef de la police
- Raoul Billerey
- Charles Bouillaud : un colonel
- Louis Bugette : le gardien de la geôle
- Anne Carrère
- Jean Coste
- Joe Davray : Arlequin
- Isabelle Eber
- Giani Esposito : Monseigneur
- Françoise Favier
- Lucien Guervil : un autre gardien
- Marcelle Hainia : une dame de la diligence
- Harry Max
- Guy-Henry : l'athlète de la troupe
- Benoîte Lab
- Jo Lecomte
- René Lefebvre-Bel
- Corinne Marchand : une danseuse
- André Numès Fils : l'aubergiste des « Trois Pichets »
- Gaston Orbal : un officier
- Raphaël Patorni : un aristocrate
- Jacques Préboist : l'autre voleur
- Paul Préboist : un voleur à l'église
- Édouard Rousseau
- Johny Rudel
- Pierre Séguin
- Robert Seller : le seigneur
- Made Siamé : une dame
- Adrienne Tinchant
- Roger Trecan
- Véronique Verlhac
- Christiane Minazzoli
- Nicky Voillard : la cible vivante de Carlos
- André Wasley

Non Crédités
- Jack Ary : un hallebardier
- Christian Brocard : un geôlier
- Claude Carliez : le gendarme se battant en duel
- Madeleine Lebeau : Marguerite Beaufort, l'indicatrice
- Emile Riandreys : le juge
- Hugues Wanner : le chef de perquisition
- Anne-Marie Cortis
- Paulette Seyrac
- François Nadal
- Paul Clérouc
- Les Danivers
- Kach Kaht
- Pierre Naugier
- Ricardo Perès
- Roger Vincent
- José Davila

## Accueil
- 11e Box-office France 1954 avec 3 995 795 entrées